# Kusaczka oliwkowa
Kusaczka oliwkowa (Hypsibemon fenwickorum) – gatunek małego ptaka z rodziny kusaczek (Myrmotheridae). Opisany po raz pierwszy w roku 2010 przez dwa niezależne zespoły naukowców. Endemiczny dla Kolumbii. Krytycznie zagrożony wyginięciem.

## Taksonomia
Gatunek po raz pierwszy opisany w roku 2010. Pierwszy opis (Barrera & A. Bartels) ukazał się 18 maja. Kusaczka oliwkowa otrzymała tam nazwę naukową Grallaria fenwickorum. Drugi opis (Carantón-Ayala & Certuche-Cubillos, 2010) ukazał się 24 czerwca, a jego autorzy nazwali gatunek Grallaria urraoensis. Jednak pojawiły się problemy natury etycznej oraz głosy, że pierwszy opis nie spełniał jednak wszystkich wymagań co do opisania nowego gatunku. 
Rzekomo pióra jako próbka miały znaleźć się w Museo de Historia Natural Jose Celestino Mutis, Facultad de Ciencias de la Universidad de Pamplona pod numerem 699, jednakże pod tym numerem takowe się nie znajdują. Holotyp w pierwszym opisie stanowić miały same pióra. Jednakże w przypadku, gdy tkanki pochodzą od istniejącego okazu (a zebrano pióra w trakcie obrączkowania), jest wymóg, by holotyp był odpowiednio sfotografowany i dostępny w kolekcji muzeum czy innej instytucji. Carantón zebrał dwa okazy, zanim jeszcze ukazał się pierwszy opis. W związku z tym prawidłową nazwą dla gatunku powinno być Grallaria urraoensis, gdyż autorzy pierwszego opisu nie spełnili dwóch wymogów. Nazwę Grallaria urraoensis akceptuje m.in. Międzynarodowy Komitet Ornitologiczny (IOC). Na Kompletnej liście ptaków świata za autorów pierwszego opisu uznawani są jednak Barrera i A. Bartels, a sam gatunek umieszczony jest w rodzaju Hypsibemon.
Nazwa gatunkowa urraoensis odnosi się do gminy Urrao (Antioquia). Nazwa fenwickorum honoruje rodzinę Fenwicków z Wirginii, zaangażowaną w ochronę ptaków w USA i Ameryce Łacińskiej, a zwłaszcza Kolumbii.
Kusaczka oliwkowa należy do grupy nieplamkowanych przedstawicieli rodzaju Grallaria (w 1909 zaproponowany został podrodzaj Oropezus). Grupę tę cechują małe skrzydła, jednolite ubarwienie spodniej i wierzchniej części ciała (bez plamek i pasków) oraz proporcja ogon/skrzydło mieszcząca się w granicach 0,54–0,60.

## Morfologia
Wyglądem kusaczka oliwkowa najbardziej zbliżona jest do kusaczki brązowej (H. milleri). Dymorfizm płciowy nie występuje. Żaden z zebranych osobników nie posiadał zmagazynowanego tłuszczu. Dla trzech zebranych osobników dorosłych masa ciała wynosiła od 56,9 do 66,4 g.
Wierzch ciała brązowooliwkowy, sterówki ciemniejsze. Policzki kremowe. Obrączka oczna słabo widoczna, płowa, porastające ją małe pióra posiadają czarne zakończenia. Pokrywy uszne brązowe. Średnie i duże pokrywy skrzydłowe II rzędu oraz obrzeżenia pokryw skrzydłowych I rzędu w kolorze umbry. Lotki I rzędu brązowe, obrzeżenia ciemnooliwkowobrązowe. Pióra na gardle jasnoszare z oliwkowobrązowymi zakończeniami. Pierś jasnoszara. Górna szczęka czarna, dolna jasna. Tęczówka brązowa. Nogi i stopy niebieskoszare.

### Wymiary
Wymiary podane zostały w milimetrach.
| Okaz                                              | Skrzydło | Ogon | Dziób | Skok |
| ------------------------------------------------- | -------- | ---- | ----- | ---- |
| Holotyp według Barrera & A. Bartels               | 99       | 57   | 22,9  | 49,9 |
| Holotyp według Carantón-Ayala & Certuche-Cubillos | 95,4     | 63   | 23,5  | 46,5 |
| Paratyp według Carantón-Ayala & Certuche-Cubillos | 96,5     | 63,2 | 22,2  | 44,6 |
| Osobnik młodociany                                | 90       | 60,5 | 21,0  | 44,1 |
| Pisklę                                            | 51,6     | —    | 16    | 31,2 |

## Zasięg występowania
Kusaczka oliwkowa występuje endemicznie w Kolumbii na wysokości 2600–3300 m n.p.m. Środowisko życia stanowią wilgotne lasy, przebywa głównie w zaroślach bambusa Chusquea. Całkowity zasięg występowania szacowany jest przez BirdLife International na 1200 km², ale łączną powierzchnię terytoriów zajmowanych przez te ptaki szacuje się na jedynie 5,8 km². Na terenie zasięgu występowania na skraju lasu roślinność ma wysokość 8–10 m, zaś wewnątrz 10–15 metrów. Przeważające gatunki drzew to Quercus humboldtii (Fagaceae), Blakea longipes (Melastomataceae), Ocotea callophylla oraz przedstawiciele rodzajów Persea (Lauraceae) oraz Weinmannia (Cunoniaceae). Prócz tego występowały paprocie drzewiaste. Temperatura wynosi 10–15 °C.

## Behawior
Zawołanie stanowi krótki, ostry i wysoki pojedynczy dźwięk.
Złapany 30 marca 2008 roku osobnik był po odbyciu pierzenia. Wszystkie lotki były nowe, z wyjątkiem jednej, znajdującej się jeszcze w keratynowej osłonce. Pożywienie osobników dorosłych stanowią małe lub średnie owady, wśród ich szczątków zidentyfikowano chrząszcze (Coleoptera).

### Lęgi
30 marca 2008 roku złapano samca (holotyp według drugiego opisu) w kondycji lęgowej. Świadczyła o tym nieznaczna wypukłość kloaki, powiększone jądra oraz plama lęgowa. Dla jednego pisklęcia masa ciała wynosiła 41,1 g. Obserwowane 12 czerwca pisklę karmione było przez rodziców głównie dżdżownicami.
20 lutego 2008 roku złapano młodego samca, u którego jedynie 30% czaszki było skostniałe. 
18 czerwca odnaleziono pisklę, mające około 18 dni. Posiadało ono szary dziób z pomarańczowymi kącikami i krawędziami. Z wierzchu pokrywał je szary puch, od spodu zaś żółtawy. Nogi i stopy były jasnoróżowe.

## Status
W obu opisach autorzy zasugerowali status gatunku krytycznie zagrożonego. Całkowita populacja szacowana jest na nie więcej niż 374 osobniki. Znany zasięg występowania w całości mieści się w chronionym obszarze Colibrí del Sol Bird Reserve i jego najbliższym sąsiedztwie (Park Narodowy Las Orquídeas). Przypuszczalnie występuje także w innych rejonach wschodnich Andów; mimo tego niska liczebność i ograniczony zasięg występowania zadecydowały o nadaniu kusaczce oliwkowej przez IUCN statusu gatunku krytycznie zagrożonego.